# Jeremy Ruckert
Jalen Curtis Tolbert (Lindenhurst, 11 agosto 2000) è un giocatore di football americano statunitense che milita nel ruolo di tight end per i New York Jets della National Football League (NFL).

## Carriera

### New York Jets
Ruckert al college giocò a football a Ohio State. Fu scelto nel corso del terzo giro (101º assoluto) assoluto nel Draft NFL 2022 dai New York Jets. Debuttò come professionista subentrando nella gara della settimana 2 contro i Cleveland Browns. La sua stagione da rookie si chiuse con una ricezione da 8 yard in 9 presenze, nessuna delle quali come titolare.